# علي الزنايدي
علي الزنايدي (بالفرنسية: Ali Zenaidi)، ولد بتونس العاصمة في 1950، رسام تونسي.
أحرز على دبلوم المعهد العالي للفنون الجميلة بتونس عام 1975، والتحق بالتعليم كأستاذ تربية فنية.

## معارضه
- 1976 معرض شخصي بصقلية – إيطاليا
- 1980 معرض شخصي بقاعة الأخبار- تونس
- 1981 معرض شخصي بقاعة الفنون- المنزه السادس
- 1982 معرض شخصي بقاعة الفنون- المنزه السادس